# 土耳其雀麦
土耳其雀麦（学名：Bromus turkestanicus），为禾本科雀麦属下的一个植物种。
生植株高40-90厘米，叶片绿色，圆锥花序，小穗线状披针形。为多年生植物。生长于高山坡地，分布地区包括中亚、帕米尔高原等地区。